# Virtual Tabletop Game
Ein Virtual Tabletop Game (abk. VTT, deutsch Virtuelles Strategiespiel oder auch Virtual Tabletop Spiel) ist ein Computerprogramm, mit welchem sich physische Brett- und Rollenspiele digital spielen lassen.

## Arten von VTTs

### Spieltisch Simulatoren
Die bekannteste Art von Virtual Tabletop Spielen ist ein Spieltisch Simulator. Hierbei handelt es sich um Computerprogramme, die versuchen ein Baukasten für physische Spiele zu sein. Bei den meisten dieser VTTs hat man die Möglichkeit, ein fertiges Spielbrett auszuwählen, oder ein eigenes zu zeichnen und dieses mit virtuellen Spielfiguren, Gegenständen oder Tokens zu bestücken. Bekannte Beispiele für diese Art von VTT sind Tabletop Simulator und Roll20.

### Digitale Ausgaben physischer Spiele
Eine weitere Art von Virtual Tabletop Spielen sind digital spielbare Ausgaben physischer Spiele. Meist werden diese direkt vom Spielehersteller herausgebracht, oder aber an eine Videospiel-Firma lizenziert. Beispiele für solche Art von VTTs sind Microsoft Solitaire oder Gloomhaven.

### Videospiele mit Anlehnung an Brettspiele
Diese Art von Virtual Tabletop Spielen gibt es meist nicht als physisches Spiel. Anstatt ein Spiel in digitale Form umzuwandeln wollen sie das Aussehen und die Funktionalität eines Brettspieles in ein Videospiel integrieren. Ein bekanntes Beispiel für diese Art von VTT ist das Videospiel Mario Party, bei welchem die Spieler zur Fortbewegung Würfel nutzen und sich über ein Spielbrett bewegen.

### Digitale Sammelkartenspiele
Auch bei digitalen Sammelkartenspielen handelt es sich um Virtual Tabletop Spiele, wenn das Kartenspiel auch in einer physischen Form existiert. Ein bekanntes Beispiel für diese Art von VTT ist Magic: The Gathering Arena, bei welchem man nach dem System des Kartenspiels Magic: The Gathering gegen andere Spieler virtuell antreten kann.